# هالف پیک
هالف پیک مرتفع‌ترین قله شرق مرکزی کوه‌های سن خوان در کوه‌های راکی آمریکای شمالی است.

## محل
۱۳٬۸۴۸-فوت (۴٬۲۲۱-متر) thirteener در جنگل ملی Gunnison ، ۱۴٫۳ مایل (۲۳٫۰ کیلومتر) واقع شده است. جنوب غربی تا جنوب ( دارای ۲۱۶ درجه) شهر لیک سیتی در شهرستان هینسدیل ، کلرادو ، ایالات متحده .   